# Distretto di Vangaindrano
Il distretto di Vangaindrano è un distretto del Madagascar situato nella regione di Atsimo-Atsinanana. Ha per capoluogo la città di Vangaindrano.
La popolazione del distretto è di 312 302 abitanti (censimento 2011).